# C/2007 W1 (Boattini)
C/2007 W1 (Boattini) ist ein Komet, der im Jahr 2008 mit bloßem Auge gesehen werden konnte. Er gilt als ein ernstzunehmender Kandidat für einen interstellaren Kometen, dessen Ursprung nicht in unserem Sonnensystem liegt.

## Entdeckung und Beobachtung
Der Komet wurde von A. Boattini auf Aufnahmen eines 1,5-m-Teleskops am Mount-Lemmon-Observatorium in Arizona im Rahmen des Mount Lemmon Survey entdeckt, als er eigentlich nach erdnahen Asteroiden suchte. Es war seine erste Kometenentdeckung.
Bei seiner Entdeckung besaß der Komet eine Helligkeit von 18 mag und war noch etwa 3,3 AE von der Sonne entfernt. Er war zunächst am Nachthimmel, später in der Abenddämmerung zu beobachten, bis Anfang Februar 2008 hatte er eine Helligkeit von 14 mag erreicht und bis Anfang März 13 mag. Anfang Mai hatte sich noch kein Schweif ausgebildet, die Helligkeit lag bei 7 mag. Der Komet wanderte weiter in den Südhimmel und konnte zur Zeit seiner Annäherung an die Sonne Ende Mai und bei seiner Konjunktion mit ihr im Juni nur von der Südhalbkugel aus beobachtet werden. Zu dieser Zeit erreichte er eine Helligkeit von 4,5–5 mag und konnte unter günstigen Bedingungen mit bloßem Auge gesehen werden.
Ab Anfang Juli konnte er wieder in der Morgendämmerung auf der Nordhalbkugel aufgefunden werden, er hatte einen mehrere Grad langen Schweif, seine Helligkeit lag aber nur noch bei 5–6 mag und sank bis Anfang September bis 10 mag ab. Er konnte noch mindestens bis Mitte Dezember mit optischen Instrumenten beobachtet werden, als seine Helligkeit nur noch bei 20 mag lag.

## Wissenschaftliche Auswertung
Bei Beobachtungen des Sonnenwindes mit den Raumsonden STEREO konnte ein koronaler Massenauswurf (CME) beobachtet werden, der am 6. Juni 2008 auch den Kometen Boattini traf.
Mit dem Near Infra-Red Spektrograph (NIRSPEC) am Keck-Observatorium auf dem Mauna Kea wurde im Juli 2008 die chemische Zusammensetzung des Kometen untersucht. Dabei wurden neben Wasser 10 weitere flüchtige Substanzen (OH*, C2H6, CH3OH, H2CO, CH4, HCN, C2H2, NH3, NH2, CO) gefunden. Die Häufigkeiten fast aller dieser Substanzen relativ zu Wasser zeigten die höchsten Werte, die jemals bei einem Kometen gemessen wurden. Der Komet zeigte auch ein komplexes Ausgasungsverhalten. Ähnliche Untersuchungen wurden auch mit dem CRyogenic InfraRed Echelle Spectrograph (CRIRES) am Very Large Telescope (VLT) der ESO in Chile durchgeführt. In einer weiteren Untersuchung mit dem CRIRES am VLT wurde die Gasproduktionsrate von HCN untersucht.
In einer Untersuchung von 2011 wurden nach einem neuartigen Verfahren aus den photometrischen Helligkeiten, den Parametern für die nicht-gravitativen Kräfte auf den Kometen und der Produktionsrate von Wasser für die Masse des Kometen ein Wert von etwa 4,6∙1011 kg abgeleitet. Mit einer angenommenen mittleren Dichte ergab sich daraus ein Radius des Kometenkerns von etwa 0,65 km.

## Umlaufbahn
Für den Kometen konnte aus 1639 Beobachtungsdaten über einen Zeitraum von etwa 20 Monaten eine hyperbolische Umlaufbahn bestimmt werden, die um rund 10° gegen die Ekliptik geneigt ist. Die Bahn des Kometen verläuft damit nur leicht angestellt gegen die Bahnebenen der Planeten. Im sonnennächsten Punkt (Perihel), den der Komet am 24. Juni 2008 durchlaufen hat, war er etwa 127,1 Mio. km von der Sonne entfernt und befand sich damit im Bereich zwischen den Umlaufbahnen der Venus und der Erde. Bereits am 26. April 2006 war der Komet in nur etwa 1,2 AE Abstand am Saturn vorbeigegangen. Am 12. Juni 2008 war die größte Annäherung an die Erde bis auf etwa 31,4 Mio. km (0,21 AE) erfolgt. An die anderen kleinen Planeten fanden keine nennenswerten Annäherungen statt. Am 1. Juli erfolgte noch ein Vorbeigang am Jupiter in etwa 4 ⅓ AE Distanz.
In der Nähe des absteigenden Knotens seiner Bahn hatte der Komet sich der Jupiterbahn um den 15. Mai 2007 bis auf einen geringen Abstand von nur etwa 2,4 Mio. km (0,016 AE) angenähert. Der Jupiter war zu dieser Zeit aber weit entfernt. In der Nähe des aufsteigenden Knotens seiner Bahn näherte der Komet sich dann auch noch der Erdbahn um den 28. Juli 2008 bis auf einen geringen Abstand von nur etwa 2,7 Mio. km (0,018 AE) an, das entspricht knapp dem 7-fachen mittleren Abstand Erde–Mond. Die Erde erreichte diese Stelle ihrer Bahn aber erst fast einen Monat später um den 22. August. 
Nach den in der JPL Small-Body Database angegebenen Bahnelementen, die auch nicht-gravitative Kräfte auf den Kometen berücksichtigen, hätte seine Bahn vor seiner Annäherung an das innere Sonnensystem noch eine Exzentrizität von etwa 1,000047 gehabt. Durch die Anziehungskraft der Planeten und durch die Ausgasungseffekte in Sonnennähe würde seine zukünftige Bahn eine mit elliptischer Charakteristik. Diese besäße eine Exzentrizität von etwa 0,99948 und eine Große Halbachse von etwa 1640 AE, so dass die Umlaufzeit etwa 66.500 Jahre betragen würde.
In einer Untersuchung aus dem Jahr 2013 fanden auch Królikowska und Dybczyński, dass die Bahn des Kometen am besten beschrieben werden kann, wenn außer den gravitativen Einflüssen aller Planeten und den relativistischen Effekten beim nahen Vorbeiflug des Kometen an der Sonne auch um das Perihel herum asymmetrische nicht-gravitative Kräfte berücksichtigt werden. Die beste Übereinstimmung mit den beobachteten Positionen des Kometen erhielten sie jedoch durch eine getrennte Betrachtung der Beobachtungsergebnisse vor und nach dem Periheldurchgang. Sie verwendeten dazu 926 Beobachtungen zur Bestimmung eines Satzes Bahnelemente zur Beschreibung der Kometenbahn bis zum Perihel sowie 777 Beobachtungen zur Bestimmung eines zweiten Satzes Bahnelemente zur Beschreibung der Kometenbahn nach dem Perihel. Außerdem bestimmten sie Werte für die ursprüngliche und zukünftige Bahnform lange vor bzw. nach dem Durchgang durch das innere Sonnensystem. In einer weiteren Untersuchung von 2015 konnten sie durch eine Simulation der Kometendynamik mit statistischen Verfahren unter zusätzlicher Berücksichtigung der Anziehungskräfte der galaktischen Scheibe und des galaktischen Zentrums, sowie gravitativ störender Sterne in der Sonnenumgebung, die Daten noch etwas optimieren, allerdings hatten diese zusätzlichen Effekte nur einen sehr geringen Einfluss, so dass die zuvor genannten Zahlenwerte näherungsweise auch hier bestätigt werden konnten.
Bereits in der ersten Untersuchung hatten Królikowska und Dybczyński darauf hingewiesen, dass dies der einzige unter 108 von ihnen bis 2010 untersuchten Kometen mit parabelähnlichen Bahnen ist, der auch nach Elimination aller Störeinflüsse ursprünglich definitiv eine hyperbolische Bahn hatte. Auch in Verbindung mit der Untersuchung der ungewöhnlichen chemischen Zusammensetzung durch Villanueva et al. (s. Kap. Wissenschaftliche Auswertung) und der Untersuchung des Tages-Meteorstroms vom Jahr 2008 durch Wiegert et al. (s. Kap. Meteorstrom) sahen sie dies als starkes Indiz dafür an, dass dieser Komet einen interstellaren Ursprung besitzen könnte. Dies wurde dann auch durch die zweite Untersuchung nochmals bestätigt, so dass mit den heutigen Erkenntnissen davon auszugehen ist, dass C/2007 W1 (Boattini) ein ernstzunehmender Kandidat für einen interstellaren Kometen ist, der vor etwa 2 Mio. Jahren in einem Abstand von 120.000 AE von außen kommend in die Oortsche Wolke eingedrungen ist.
In einer Untersuchung aus dem Jahr 2020 revidierte M. Królikowska ihre Bahnbestimmung noch einmal, indem sie 1687 Beobachtungsdaten aus dem gesamten Beobachtungszeitraum verwendete (Modell „n6“) und auch wieder asymmetrische nicht-gravitative Kräfte auf den Kometen berücksichtigte. Darüber hinaus berechnete sie wieder zwei getrennte nicht-gravitative Datensätze, die nur auf die Bahn vor bzw. nach dem Periheldurchgang anwendbar sind (Modell „pn“ bzw. „rn“). Demnach bewegte sich der Komet ursprünglich auf einer hyperbolischen Bahn mit einer Exzentrizität von 1,000037. Es handelte sich definitiv um einen „dynamisch neuen“ Kometen, er kam also erstmals in Sonnennähe. Für die zukünftige Bahn fand sie eine Exzentrizität von 0,99953 und eine Große Halbachse von 1800 AE mit einer Umlaufzeit von etwa 76.500 Jahren.

## Meteorstrom
In den Jahren 2003 und 2008 wurden mit dem Canadian Meteor Orbit Radar (CMOR) in Ontario zwei kräftige Tages-Meteorströme um den 31. August beobachtet, deren Bahnelemente (ausgenommen die Exzentrizität) eine große Ähnlichkeit mit denen des Kometen C/2007 W1 (Boattini) zeigten. Die Forscher sahen in beiden Fällen einen möglichen Ursprung der Meteore im Kometen Boattini, da dessen in der Vergangenheit definitiv hyperbolische Bahncharakteristik zur Zeit ihrer Untersuchung noch nicht sicher genug bekannt war. Nach den späteren Untersuchungen von Królikowska und Dybczyński (s. Kap. Umlaufbahn) kann der Komet jedoch nur für den Meteorstrom von 2008 verantwortlich sein.